# Pinzell de tinta

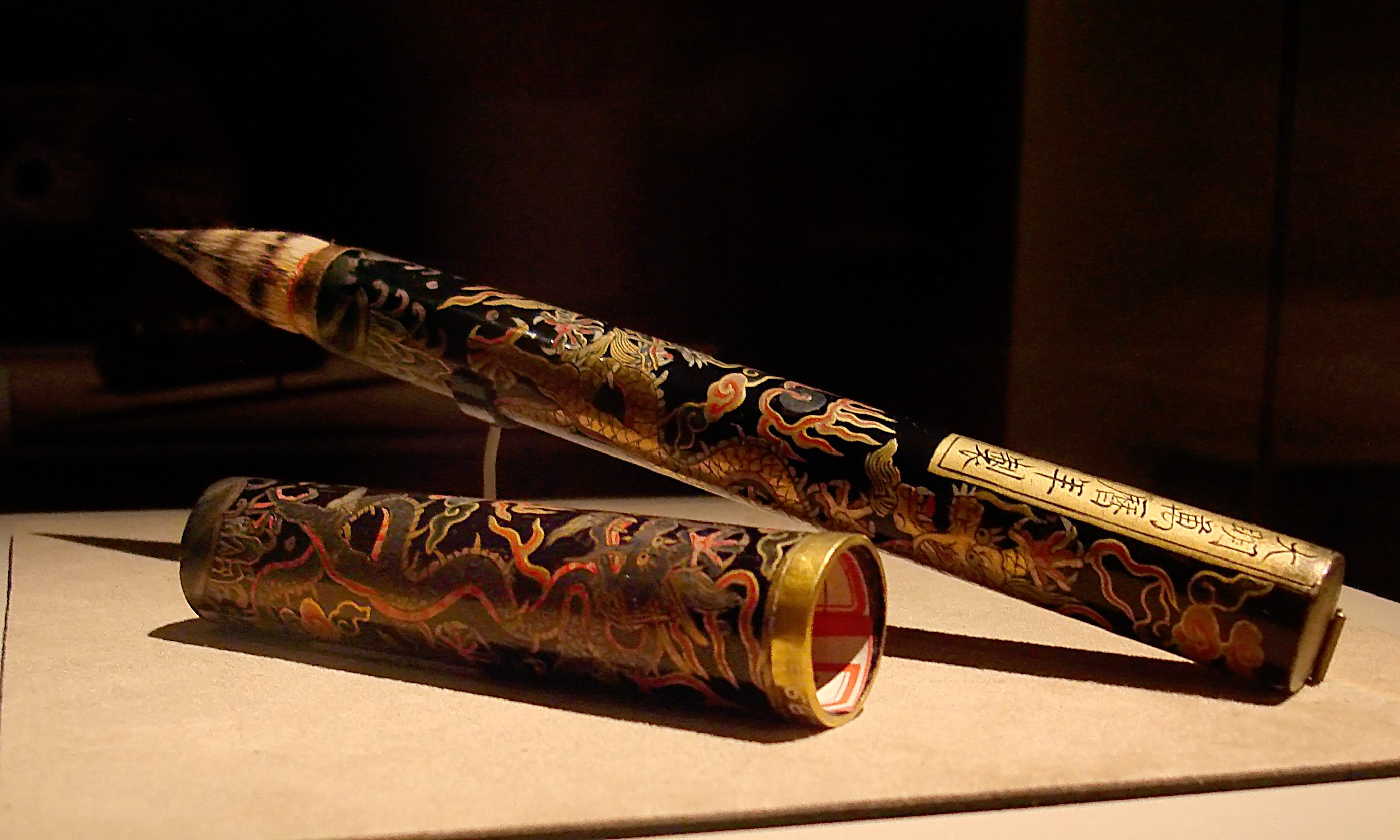
Un pinzell de pèl de teixó altament decoratiu que data de la dinastia Ming, amb dracs en incrustacions d'or i paper de plata.

El pinzell de tinta (xinès simplificat : 毛笔; xinès tradicional : 毛筆; pinyin : mao bǐ) s'utilitza en la cal·ligrafia xinesa. També s'utilitza a la pintura xinesa i estils descendents de la pintura amb pinzell. El pinzell de tinta està profundament arrelat amb la cal·ligrafia Xina i coreana, es creu que al voltant de l'any 300 a. C. Juntament amb la pedra de tinta, les vares de tinta i el paper xuan, aquests quatre instruments d'escriptura formen els Quatre Tresors de l'Estudi.

## Tipus

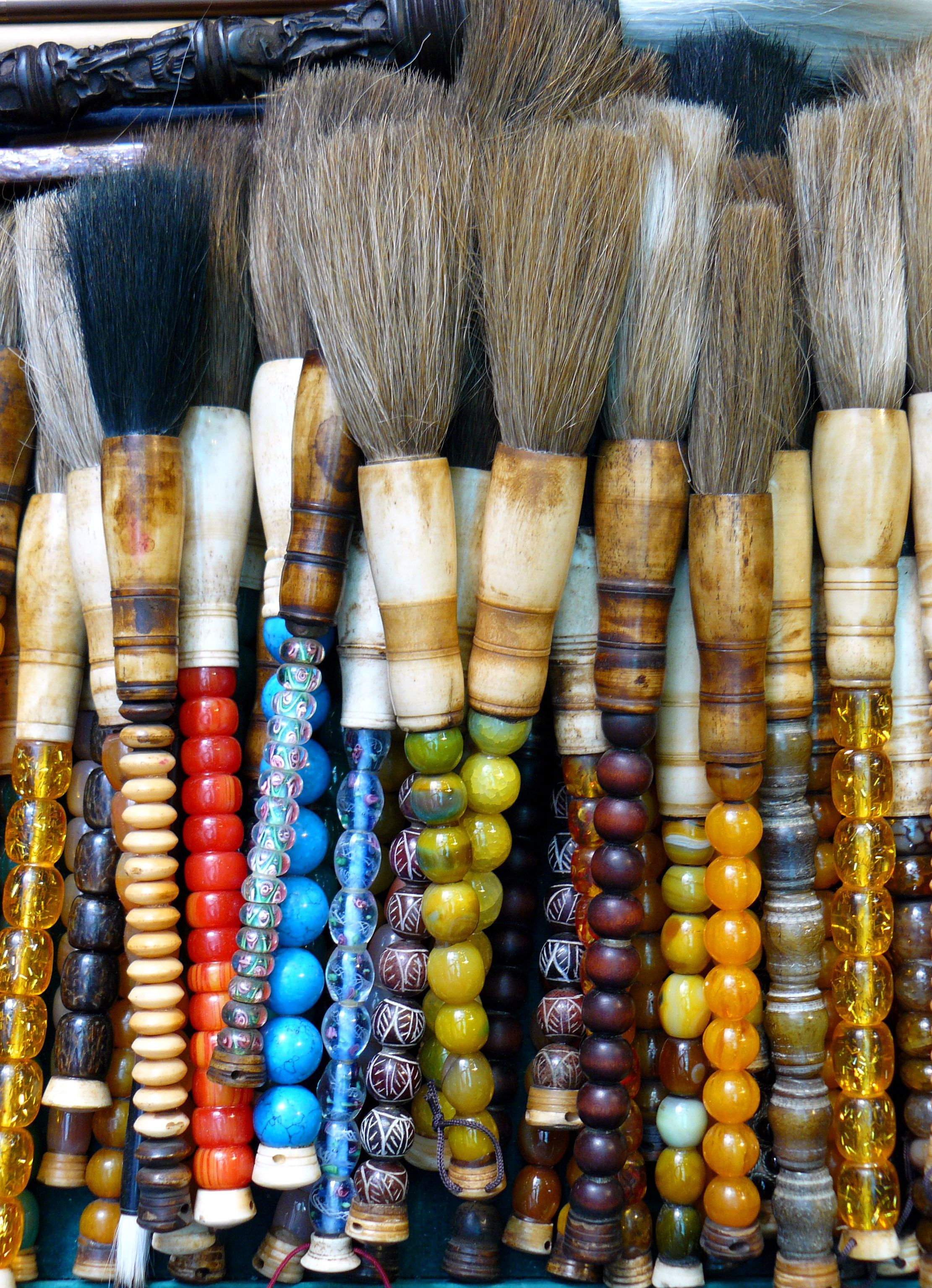
Pinzells de tinta de diferents mides i materials

Els pinzells difereixen molt en termes de mida, textura, material i cost. El pinzell de pèl escollit depèn de les necessitats del moment; determinats tipus de pinzells són més adequats per a determinats estils de guió i individus que d'altres. La majoria de la cal·ligrafia s'escriu amb un pinzell de mida mitjana. Els pinzells més petits s'utilitzen per a peces molt petites i per modelar dissenys per a segells. Tot i que els pinzells de mida mitjana són els més utilitzats, un pinzell mitjà, utilitzat per un artista hàbil, pot produir una varietat de gruixos de línia des de molt prim fins a bastant gruixut.
Els pinzells més grans només s'utilitzen per a peces molt grans.l pèl sintètic no s'utilitza tradicionalment. Els preus varien molt segons la qualitat del pinzell; els pinzells barats costen menys d'un dòlar dels EUA, mentre que els pinzells cars poden costar més de mil dòlars. Actualment, els millors pinzells es fan a la ciutat de Shanlian, al districte de Nanxun, ciutat a nivell de prefectura de Huzhou, a la província de Zhejiang.

## Història

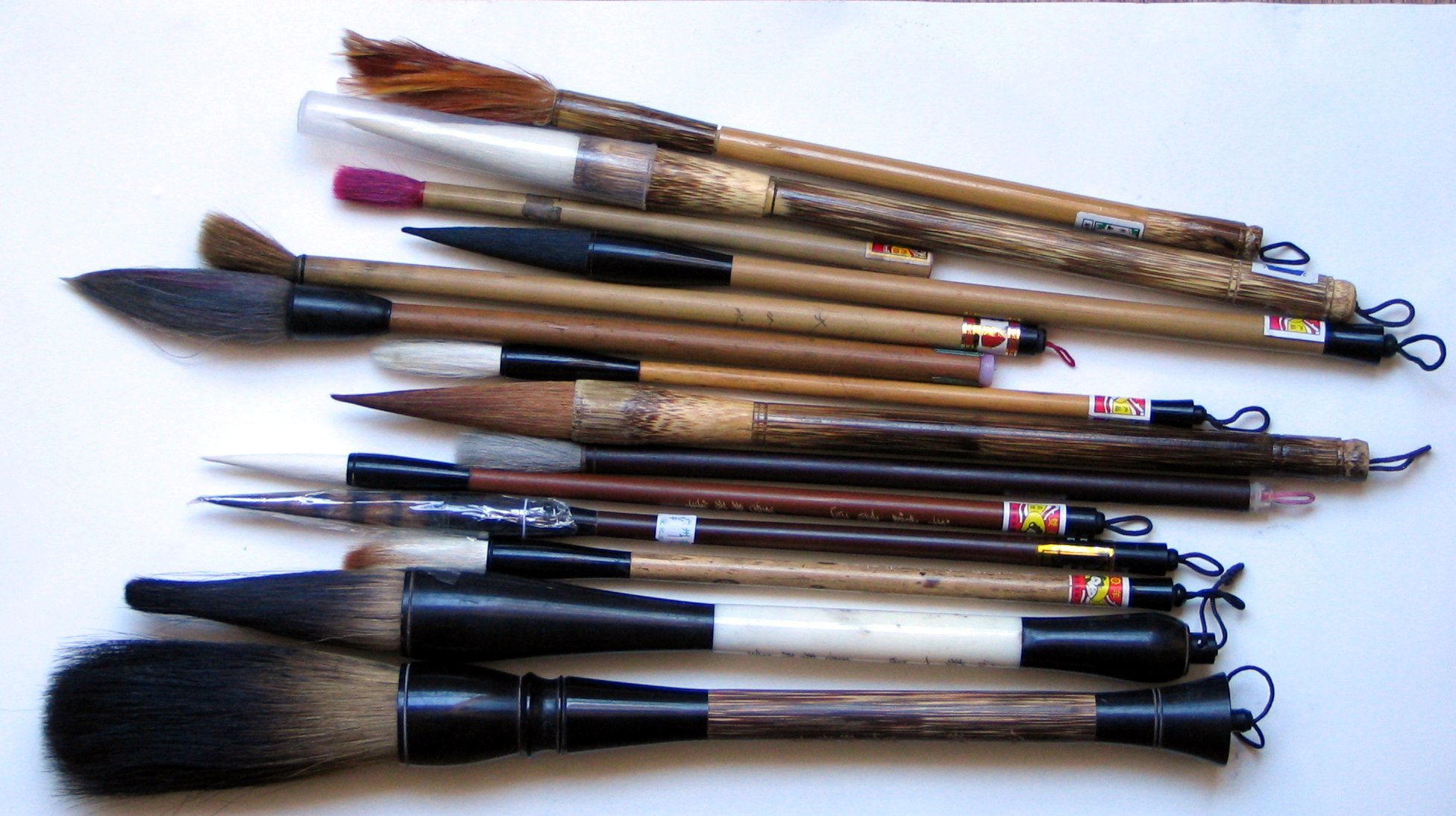
Pinzells de diferents mides i tipus de pèl, inclosa una de plomes de pollastre a la part superior

El primer pinzell de tinta intacte es va trobar l'any 1954 a la tomba d'un ciutadà Chu del període dels Estats Combatents (475-221 aC) situada en un jaciment d'excavació arqueològica Zuo Gong Shan 15 prop de Changsha (長沙). La primera versió d'un pinzell de tinta trobat tenia una tija de fusta i un tub de bambú que fixava el paquet de pèls a la tija. La llegenda atribueix erròniament la invenció del pinzell de tinta al posterior general Qin Meng Tian. Tanmateix, es van descobrir rastres del pinzell d'escriptura als jades Shang i es va suggerir que eren els fonaments de les inscripcions dels ossos de l'oracle.
El pinzell d'escriptura va entrar en una nova etapa de desenvolupament a la dinastia Han. En primer lloc, va crear l'artesania de la decoració del gravat i incrustació al porta-pinzell. En segon lloc, van aparèixer alguns escrits sobre la producció de pinzells d'escriptura. Per exemple, la primera monografia sobre la selecció, producció i funció del pinzell d'escriptura va ser escrita per Cai Yong a la dinastia Han oriental. En tercer lloc, va aparèixer la forma especial de "pinzell blanc forquilla". Els funcionaris de la dinastia Han sovint esmolaven l'extrem del pinzell i se l'enganxaven al pèl o al barret per a la seva comoditat. Els adoradors també sovint es posen pinzell al cap per mostrar respecte.